# Phocoena phocoena
La marsopa común (Phocoena phocoena) es una especie de cetáceo odontoceto de la familia Phocoenidae, una de las seis especies de marsopa. Permanece cerca de las zonas costeras o estuarios fluviales.

## Descripción
La marsopa común mide entre 1,4 m y 1,9 m. Las hembras, con un peso máximo de unos 76 kg, llegan a ser más grandes que los machos, que pesan alrededor de 60 kg.
Su aleta dorsal es pequeña, triangular o con el borde posterior ligeramente cóncavo. Como el resto de las marsopas, tiene el hocico romo. Respecto a su coloración, la zona dorsal es de un gris oscuro, la parte inferior es mucho más clara, aunque puede ser gris con franjas blancas a lo largo de la garganta.

## Población y distribución
Está muy extendida en las aguas costeras más frías del Hemisferio Norte, principalmente en zonas con una temperatura media de alrededor de 15 °C. 
En el Atlántico, están presentes desde la costa de África occidental al litoral oriental de los Estados Unidos, incluyendo las costas de España, Francia, el Reino Unido, Irlanda, Noruega, Islandia, Groenlandia y Terranova. Es la única marsopa frecuente en las costas europeas. Su población ha disminuido en el Mar Negro y el Báltico.

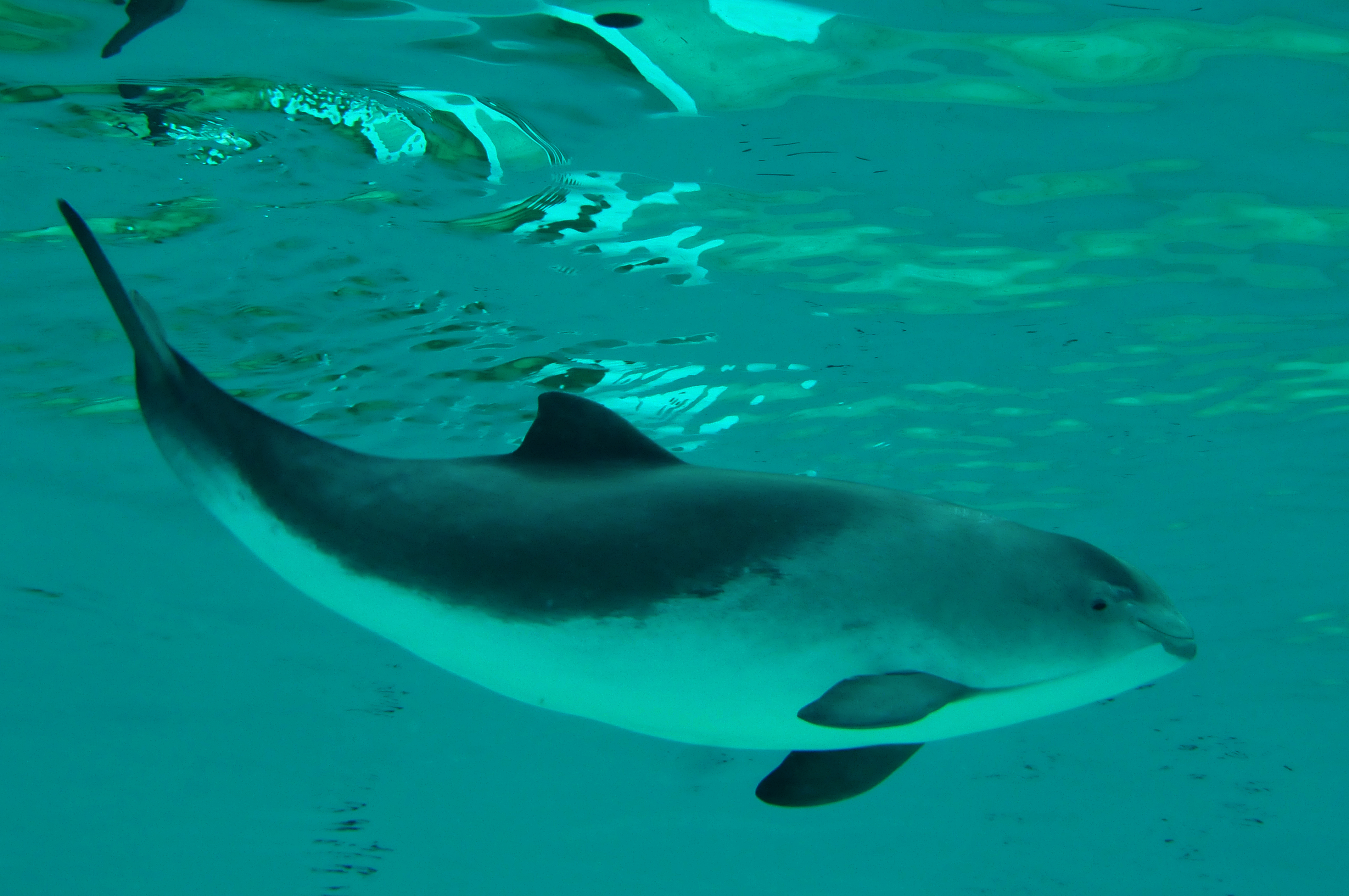
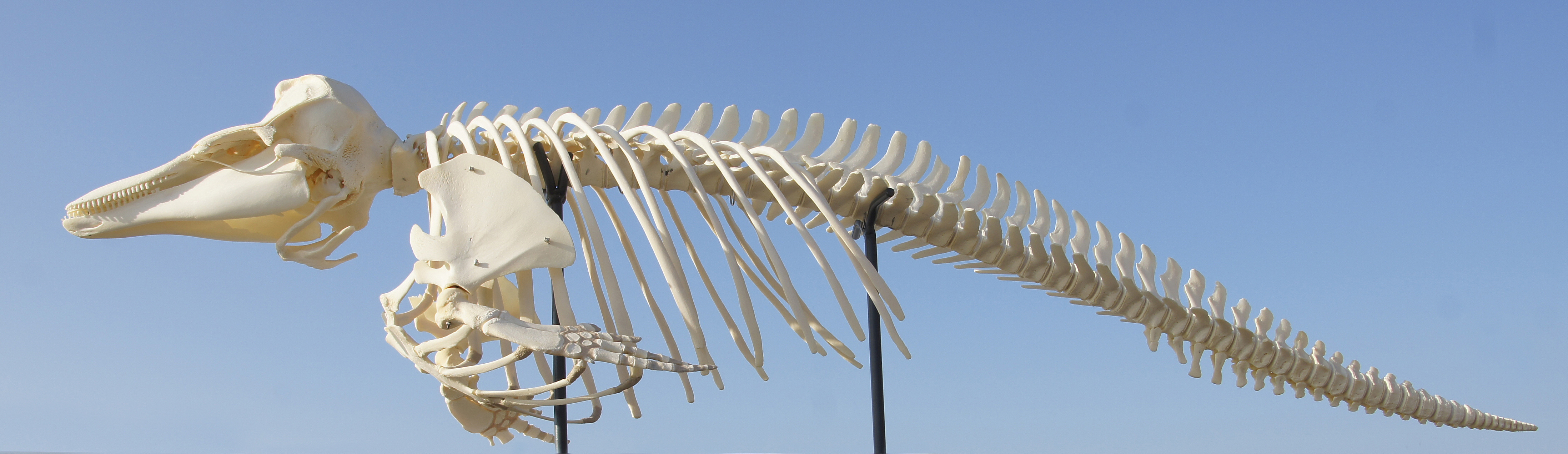
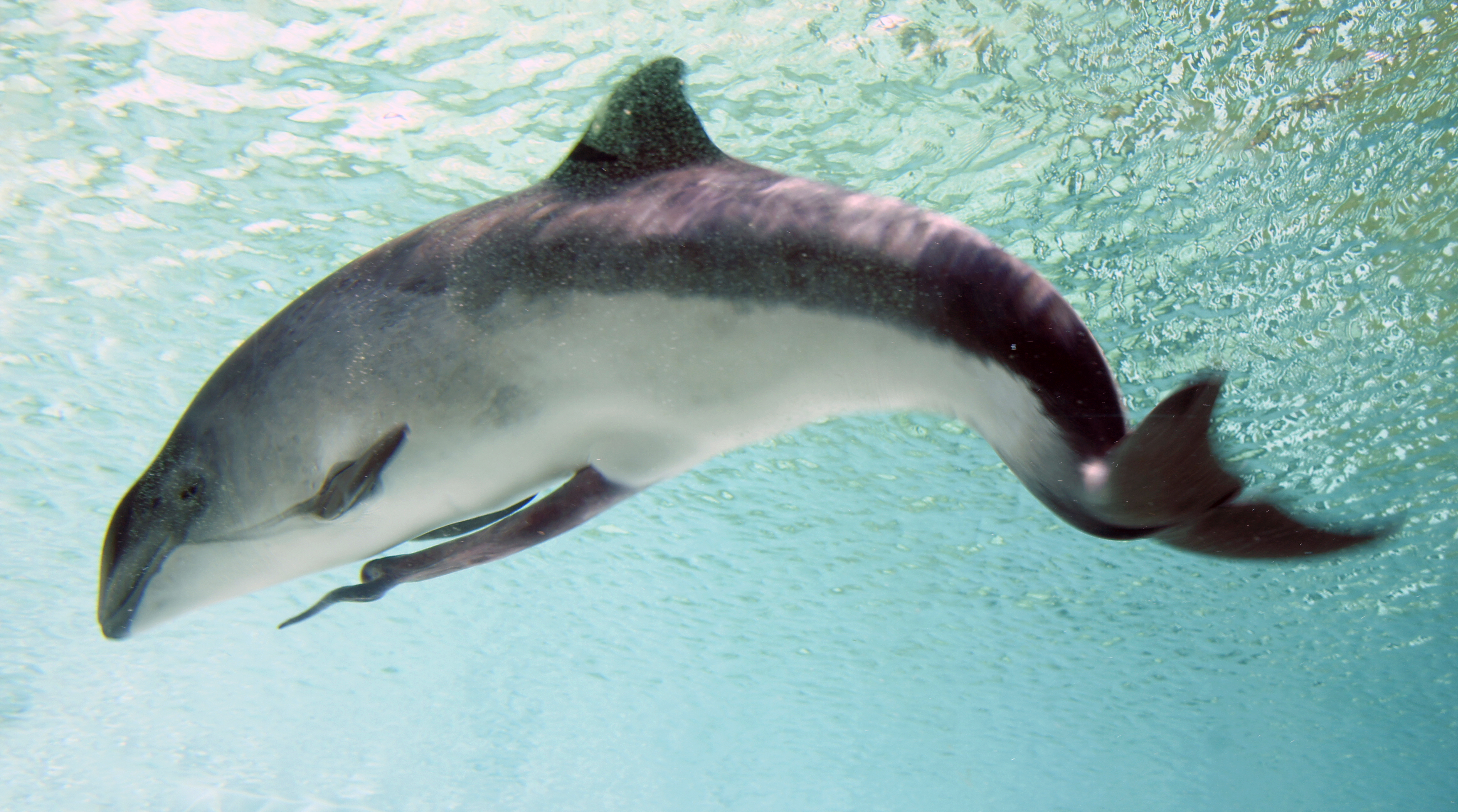